# 阿部昇
阿部 昇（あべ のぼる、1954年3月17日- ）は、日本の国語科教育学者、秋田大学大学院教育学研究科特別教授、秋田大学名誉教授、東京未来大学特任教授。

## 略歴
東京都生まれ。1979年國學院大學文学部卒。茗溪学園中学校・高等学校教諭、2000年秋田大学教育文化学部助教授、2003年教授、2016年秋田大学大学院教育学研究科教授。2008～2011年秋田大学教育文化学部附属小学校校長。専門は国語科教育学、教育方法学。日本教育方法学会常任理事、全国大学国語教育学会理事、日本NIE学会理事、「読み」の授業研究会代表。2007～2019秋田県検証改善委員会委員長。
秋田県内の小中学校を多数訪問し、教育現場とその地域の事情に精通し、全国学力テストの好成績について分析を行う。
国語科教育の専門サイト「国語授業の研究ノート—ことばの力がつく国語授業のつくりかた—」運営。

## 著書
- 『教師のための説得の技術』 (シリーズ教育技術セミナー) 民衆社 1989
- 『教師のための分析の技術』 (シリーズ教育技術セミナー) 民衆社 1990
- 『『オツベルと象』の読み方指導』 (教材研究の定説化) 明治図書出版 1991
- 『徹底入門・力をつける「読み」の授業 「読み研」方式のセオリー・ノウハウ・授業記録』 (ネットワーク双書) 学事出版 1993
- 『国語の自学自習術』 (脱偏差値時代の受験勉強術) 明治図書出版 1995
- 『授業づくりのための「説明的文章教材」の徹底批判』 (授業への挑戦） 明治図書出版 1996
- 『文章吟味力を鍛える 教科書・メディア・総合の吟味』 (21世紀型授業づくり） 明治図書出版 2003
- 『頭がいい子の生活習慣 なぜ秋田の学力は全国トップなのか?』ソフトバンククリエイティブ 2009
- 『国語力をつける物語・小説の「読み」の授業 PISA読解力を超えるあたらしい授業の提案』明治図書出版 2015
- 『確かな「学力」を育てるアクティブ・ラーニングを生かした探究型の授業づくり 主体・協働・対話で深い学びを実現する』明治図書出版 2016
- 『物語・小説の「読み」の授業のための教材研究 「言葉による見方・考え方」を鍛える教材の探究』明治図書出版 2019
- 『増補改訂版 国語力をつける物語・小説の「読み」の授業 「言葉による見方・考え方」を鍛えるあたらしい授業の提案』明治図書出版 2020
- 『読解力を鍛える古典の「読み」の授業 徒然草・枕草子・平家物語・源氏物語を読み拓く』明治図書出版 2021

### 共編著
- 『授業づくりに役立つ新中学国語科教科書研究 中学1-3年』大西忠治共編著 明治図書出版 1993
- 『文学教材の指導法 読み研方式・一読総合法・新分析批評の徹底比較』藤岡信勝共編著 学事出版(ネットワーク双書) 1995
- 『教育の方法と技術・改訂版』柴田義松編,共著 学文社 2001
- 『国語科新教材の徹底分析・新学習指導要領 これで授業がおもしろくなる』科学的「読み」の授業研究会,共編著 学文社 2001
- 『新学習指導要領　国語科新教材のポイント発問 この発問で授業がおもしろくなる』科学的「読み」の授業研究会,共編著 学文社 2002
- 『あたらしい国語科指導法』柴田義松,鶴田清司共編著 学文社 2003
- 『この教材で基礎・基本としての言語スキルを身につける 到達度評価を見通した読みの授業』科学的「読み」の授業研究会,共編著 学文社 2003
- 『国語科の教科内容をデザインする』科学的「読み」の授業研究会,共編著 学文社 2004
- 『「これからの文学教育」のゆくえ』田中実,須貝千里共編著 右文書院 2005
- 『国語科　小学校・中学校　新教材の徹底研究と授業づくり』科学的「読み」の授業研究会,共編著 学文社 2005
- 『確かな国語力を身につけさせるための授業づくり』科学的「読み」の授業研究会,共編著 学文社 2006
- 『教材研究を国語の授業づくりにどう生かすか』科学的「読み」の授業研究会,共編著 学文社 2007
- 『国語の本質がわかる授業 5 文学作品の読み方 2』小林義明共編著 日本標準 2008
- 『PISA「読解力」を超える国語授業の新展開 新学習指導要領を見通した実践提案』科学的「読み」の授業研究会,共編著 学文社 2008
- 『新学習指導要領をみすえた新しい国語授業の提案　「言語活動」「言語能力」をどうとらえるか』科学的「読み」の授業研究会,共編著 学文社 2009
- 『国語学力調査の意義と問題』全国大学国語教育学会編,共著 明治図書出版 2010
- 『国語科教科内容の系統性はなぜ100年間解明できなかったのか 新学習指導要領の検証と提案』 科学的「読み」の授業研究会,共編著 学文社 2010
- 『新しい教科書の新しい教材を生かして思考力・判断力・表現力を身につけさせる』科学的「読み」の授業研究会,共編著 学文社 2011
- 『情報吟味力を育成するNIEの教育的効果に関する実験・実証的研究』日本新聞協会・日本NIE学会,共著2011
- 『「言語活動」を生かして確かな「国語の力」を身につけさせる 新学習指導要領・新教科書を使った新しい国語の授業の提案』科学的「読み」の授業研究会,共編著 学文社 2012
- 『若い教師のための「言語活動」を生かした国語の授業・徹底入門 「ねらい」の決め方、教材研究のコツ、授業展開のポイント』科学的「読み」の授業研究会,共編著 学文社 2013
- 『授業で子どもに必ず身につけさせたい「国語の力」 教科内容・指導事項の再構築と「言語活動」を生かした楽しい授業』科学的「読み」の授業研究会,共編著 学文社 2014
- 『国語科の「言語活動」を徹底追究する 学び合い、学習集団、アクティブ・ラーニングとしての言語活動』「読み」の授業研究会,共編著 学文社 2015
- 『国語力をつける説明文・論説文の「読み」の授業 読む力を確かに育てるあたらしい指導法入門』「読み」の授業研究会,共編著 明治図書出版 2016
- 『若手教師がぐんぐん育つ学力上位県のひみつ』千々布敏弥編,共著 教育開発研究所 2017
- 『国語の授業で「主体的・対話的で深い学び」をどう実現するか 新学習指導要領2017の改訂を読み解く』「読み」の授業研究会,共編著 学文社 2017
- 『国語の授業で「深い学び」をどう実現していくか 「言葉による見方・考え方」の解明と教材研究の深化』「読み」の授業研究会,共編著 学文社 2018
- 『国語の授業で「言葉による見方・考え方」をどう鍛えるのか 「主体的・対話的で深い学び」の実現をめざして』「読み」の授業研究会,共編著 学文社　2019
- 『学習集団づくりで育てる「学びに向かい力」 授業づくりと学級づくりの一体的改革』深澤広明・吉田成章編,共著 溪水社 2020
- 『あたらしい国語科指導法・六訂版』柴田義松,鶴田清司共編著 学文社 2021
- 『「生きる力」を育む総合的な学習の時間 自己創造・社会創造へつながる理論と実践』田代高章共編著 福村出版2021